# Richard Hageman Aquaduct
Het Richard Hageman Aquaduct (officieel, Fries: Richard Hageman Akwadukt) is een aquaduct in de Haak om Leeuwarden (N31) ten westen van Leeuwarden nabij de buurtschap Ritsumazijl. Over het aquaduct loopt het Van Harinxmakanaal. 
Het aquaduct is op 18 december 2014, tegelijkertijd met de Haak om Leeuwarden, opengesteld.  
Het aquaduct is vernoemd naar de in Leeuwarden geboren componist en muzikant Richard Hageman.